# Giraffa in fiamme
Giraffa in fiamme è un quadro del pittore spagnolo Salvador Dalí realizzato nel 1937. 

## Descrizione dell'opera
Il dipinto raffigura due figure femminili, una in primo piano e la seconda sullo sfondo con quello che può sembrare un arbusto sulla testa, con corpo scheletrico e slanciato ricoperto da cassetti e sostenuto da delle stampelle ,oltre che a una giraffa che prende fuoco in secondo piano a sinistra. Le donne pare abbiano le mani scuoiate e ,mentre la prima con le braccia sembra tenti di farsi strada a tentoni ,data la mancanza di occhi, nella landa desolata nella quale si trova, la seconda innalza verso il cielo quello che pare un lembo di carne.

## Significato
L'artista, ispirato dagli studi di Sigmund Freud, afferma che il corpo umano è pieno di cassetti, che stanno a rappresentare i sogni della nostra vita, destinati a rimanere come tali o rivelarsi realtà ; mentre le stampelle possono suggerire a problemi di potenza o di volontà. La giraffa invece appare come un'allegoria di violenza e morte e starebbe a rappresentare il periodo di guerra civile spagnola.

## Nella cultura popolare
La giraffa infuocata è presente alla fine dei titoli di coda del film di Luis Buñuel The Golden Age, uscito nel 1930 prima del quadro, che vedeva come co-autore della sceneggiatura lo stesso Dalì oltre ad essere presente come personaggio giocabile nel videogioco del 2017 della casa di sviluppo ACE team Rock of Ages 2:Bigger & Boulder.